# Митотички инхибитор
Митотички инхибитор је лек који инхибира митозу, или ћелијску деобу. Ови лекови ометају микротубуле, структуре које раздвајају ћелије током деобе. Митотички инхибитори се користе у третману канцера, пошто ћелије рака имају способност брзог раста и проширивања на целокупно тело (метастаза) путем континуалне митотичке деобе, те су сензивније на инхибицију митозе од нормалних ћелија. Митотички инхибитори се такође користе у цитогенетици (изучавању хромозома), при чему они заустављају ћелијску деобу у степену у коме хромозоми могу да буду лако прегледани
Митотички инхибитори су изведени из природних супстанци као што су биљни алкалоиди, и спречавају ћелије да изводе митозу путем ометања полимеризације микротубула, чиме спречавају канцерозни раст. Микротубуле су дуги протеини који се протежу дуж ћелије и размештају ћелијске компоненте. Оне су дуги полимери формирани од малих јединица (мономера) протеина тубулина. Микротубуле настају током нормалних ћелијских функција састављања (полимеризације) тубулинских компоненти, и разлажу се кад нису више потребне. Једна од важних функција микротубула је померање и раздвајање хромозома и других ћелијских компоненти при ћелијској деоби ( митози). Митотички инхибитори ометају формирање и разлагање тубулина у микротубулне полимере. Тиме прекидају ћелијску деобу, обично током митозне (М) фазе ћелијског циклуса, кад два сета потпуно формираних хромозома треба да се раздвоје у ћелије ћерке.
Примери митотичких инхибитора који се фреквентно користе у третману канцера су паклитаксел, доцетаксел, винбластин, винкристин, и Винорелбин. Kolhicin je mitotički inhibitor koji se koristi u tretmanu gihta.